# Ligne 7 bis du métro de Paris
Vous lisez un « article de qualité » labellisé en 2009.  Il fait partie d'un « bon thème ».
La ligne 7 bis du métro de Paris est l'une des seize lignes du réseau métropolitain de Paris.
Située au nord-est de la capitale, presque intégralement dans le 19e arrondissement, elle relie la station Louis Blanc, à l'ouest, à la station Pré-Saint-Gervais, à l'est. Il s'agit, après la ligne 3 bis, de la deuxième ligne la plus courte avec huit stations et la moins fréquentée du réseau avec moins de quatre millions de voyageurs en 2003.
Mise en service en 1911 comme un embranchement de la ligne 7, ce n'est qu'en 1967 que cette section a été isolée pour former une ligne indépendante, en raison d'un important déséquilibre de trafic entre les deux branches.

Plan de la ligne.

## Histoire
Pour un article plus général, voir Histoire du métro de Paris.

### Chronologie

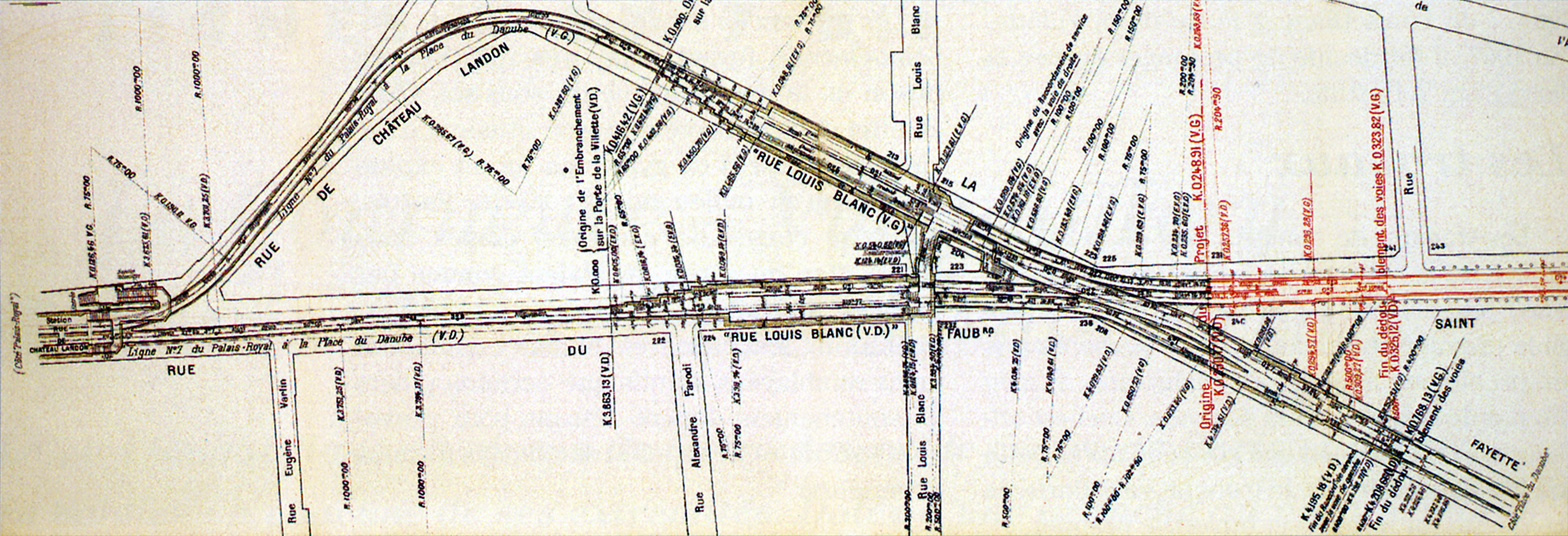
Plan du débranchement de la ligne 7bis à Louis Blanc.

- 18 janvier 1911 : inauguration du tronçon Louis Blanc - Pré-Saint-Gervais, exploité par la ligne 7 sous la forme d'un embranchement
- 3 décembre 1967 : la branche Louis Blanc - Pré-Saint-Gervais est isolée et constitue une ligne indépendante, la ligne 7 bis
- 1993-1994 : la ligne est la seule du réseau équipée de neuf rames MF 88

### Naissance de la ligne au sein de la ligne 7
Le projet de la ligne 7 du métro de Paris du 30 mars 1898 prévoit la création d'une ligne entre Danube et Palais-Royal - Musée du Louvre. Or le conseil municipal de 1905 décide dans un premier temps de reporter le terminus sud à Hôtel de Ville et le terminus nord à Pré-Saint-Gervais. Il est aussi décidé de créer un embranchement entre Louis Blanc et Porte de la Villette. Les travaux commencent dans la foulée et, bien que concédé plus tard, ce tronçon est achevé en premier. La ligne ouvre d'Opéra à Porte de la Villette le 5 novembre 1910.

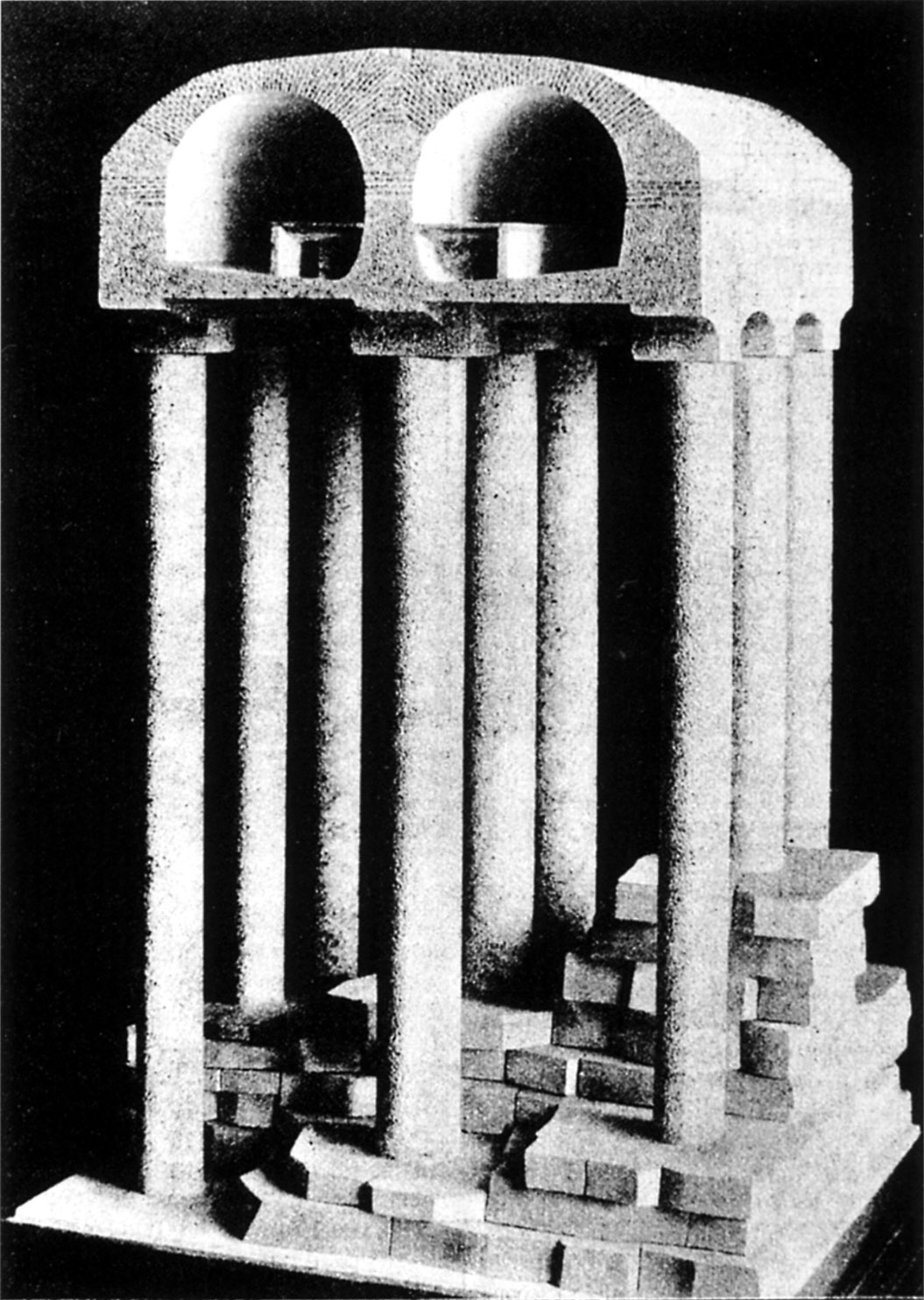
Maquette des renforts sous la station souterraine Danube, édifiée au-dessus d'anciennes carrières de gypse totalement remblayées et comblées. Les pieux de stabilisation peuvent ainsi faire penser que la station repose sur un viaduc souterrain.

Le retard de la branche Pré-Saint-Gervais s'explique par la nature difficile du sous-sol, constitué de trois masses superposées de gypse entrecoupées de marnes. De plus, la masse supérieure de gypse est percée, sous le parc des Buttes-Chaumont et le quartier d'Amérique, d'anciennes carrières exploitées jusqu'au milieu du XIXe siècle, ce qui complique singulièrement les travaux. Ces carrières prennent la forme de galeries d'une dizaine de mètres de largeur et de hauteur, entre lesquelles d'imposants piliers de huit à dix mètres de diamètre soutiennent le ciel des carrières, les terrains supérieurs. À la fin de leur exploitation, les carrières ont été parfois grossièrement remblayées, parfois même, les piliers ont été détruits pour provoquer l'affaissement des terrains supérieurs. La construction d'un tunnel dans un terrain aussi instable devient une gageure pour les ingénieurs et impose l'édification d'ouvrages importants. La ligne doit en effet traverser des terrains complètement inconsistants, et couper des piliers, supportant une charge considérable.
Sous le parc des Buttes-Chaumont et la rue Botzaris, le tunnel traverse les anciennes carrières sur une longueur de 380 mètres. Les piédroits du tunnel reposent ici sur des puits ronds en maçonnerie d'1,50 mètre de diamètre espacés de six mètres. À l'est de la station Buttes-Chaumont, les puits atteignent le sol de carrière, 2,50 mètres sous le radier du tunnel. Toutefois, ces précautions restent insuffisantes, et le tunnel commence à se disloquer pendant la construction. Il est alors nécessaire d'établir un piédroit axial supplémentaire au centre du tunnel, descendant jusqu'au sol de carrière sous-jacent. Ceci explique la configuration particulière de la station, avec deux voûtes en plein cintre déterminant deux stations à voie unique. Pour éviter les mouvements latéraux du terrain, les ouvrages ont été appuyés sur les piliers de gypse subsistants à travers d'éperons en maçonnerie réalisés dans des galeries horizontales perpendiculaires aux piédroits.
Mais les travaux se révèlent encore plus compliqués sous le quartier d'Amérique. En effet, ce n'est pas ici la masse supérieure de gypse qui a été exploitée, mais les trois superposées. Le tunnel nord de la boucle terminale de la ligne traverse les carrières sur une distance de 550 mètres, sous les rues du Général-Brunet et David-d'Angers. Il est alors impératif d'appuyer le tunnel sur le sol stable, soit sous les trois masses en présence. Les piliers de soutien atteignent parfois trente-cinq mètres de hauteur, et prennent la forme d'un viaduc souterrain. Cette configuration explique la difficulté à réaliser des stations sur un socle solide : la station Danube est établie à deux voies, avec deux stations à voie unique séparées par un piédroit central qui repose sur trois files de puits de 2,50 mètres de diamètre et espacés de six mètres. Pas moins de 220 puits sont édifiés sur cette section, atteignant une hauteur cumulée de 5 500 mètres.
Ce second tronçon de la ligne 7 est ouvert le 18 janvier 1911 de Louis Blanc à Pré-Saint-Gervais, retardé par les difficultés de construction. Les stations Buttes-Chaumont et Place des Fêtes ne sont ouvertes que le 13 février 1912. L'exploitation de la ligne 7 se déroule en envoyant des trains du tronçon central alternativement vers chacun des deux terminus, rompant avec l'exploitation traditionnellement en simple navette sur le reste du réseau.

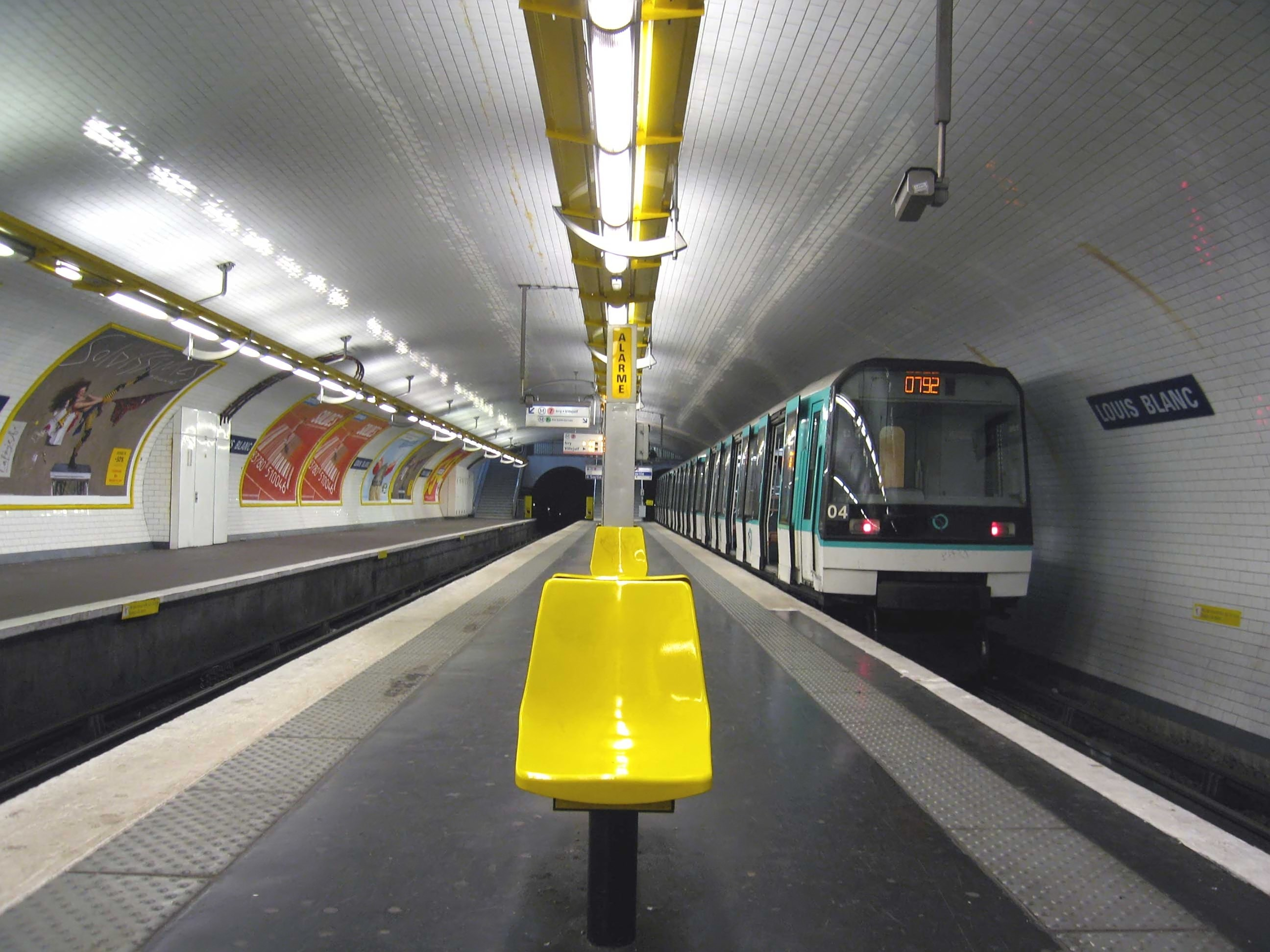
Une rame MF 88 au terminus Louis Blanc. Les trains de la ligne 7 circulent sur la voie de gauche.

Lors d'un violent bombardement le 11 mars 1918, la foule prise de panique s'écrase sur les portes d'accès bloquées vers l'intérieur de la station Bolivar alors aménagée en abri anti-aérien : le drame fait soixante-six victimes.

### Depuis la création de la ligne 7 bis
Après les prolongements successifs de la ligne 7 vers le sud jusqu'à la station Mairie d'Ivry, atteinte le 1er mai 1946, un déséquilibre de trafic se manifeste entre les branches. À la station Porte de la Villette se situe en effet un important terminus de lignes d'autobus de banlieue, si bien que cette branche devient beaucoup plus chargée que celle du Pré-Saint-Gervais, tout en ne restant desservie que par la moitié des trains.
Il est donc envisagé dans une étude prospective de 1960 de faciliter l'exploitation de la ligne 7 par la séparation de la branche de Pré-Saint-Gervais et la création d'une ligne autonome. L'étude propose ultérieurement le prolongement de la nouvelle ligne ainsi créée à Gare du Nord puis Saint-Lazare, d'où elle pourra se raccorder à l'ancienne ligne 14, prolongée depuis Invalides. Ce dernier projet présente le grand intérêt d'une liaison directe entre les deux gares mais n'est finalement pas retenu devant l'ampleur des travaux à entreprendre, une fusion des lignes 13 et 14 lui étant préférée.
Le tronçon est isolé pour constituer une ligne indépendante, nommée 7bis, le 3 décembre 1967. La ligne mesure 3,066 km de long pour huit stations et devient la ligne la plus courte du réseau jusqu'à la mise en place de la ligne 3 bis, pour sa part débranchée de la ligne 3 le 27 mars 1971.
La ligne 7 bis est la dernière du réseau à être reliée à un poste de commande centralisé (PCC) en février 1975. Elle n'est en revanche pas dotée du pilotage automatique, son trafic limité ne justifiant pas son installation.
Fin 2009-début 2010, la ligne 7 bis est équipée du système d'information en ligne, couramment désigné par le sigle SIEL, avec la particularité suivante : à l'instar de la ligne 3 bis, ce système n'affiche que le prochain train, et non les deux à venir.

## Tracé et stations

### Tracé
La longueur totale de la ligne 7 bis est de 3,066 km. Elle est entièrement souterraine. Seule la ligne 3 bis est plus courte. En commençant à Louis Blanc, la ligne 7 bis se dirige vers le nord-est, sous la rue La Fayette, et franchit par un passage inférieur le canal Saint-Martin puis le collecteur du Nord avant d'atteindre la station Jaurès. Par une courbe de cent mètres de rayon, elle se dirige vers le sud-est et se place sous l'avenue Secrétan. Le tracé amorce ici une rampe de 40 ‰ qui lui permet d'atteindre la station Bolivar. Le tunnel se poursuit toujours en rampe de 40 ‰ sous le parc des Buttes-Chaumont. À sa lisière sud, se situe la station Buttes Chaumont, établie à grande profondeur sous le quartier des Buttes Chaumont, constellé de carrières de gypse.

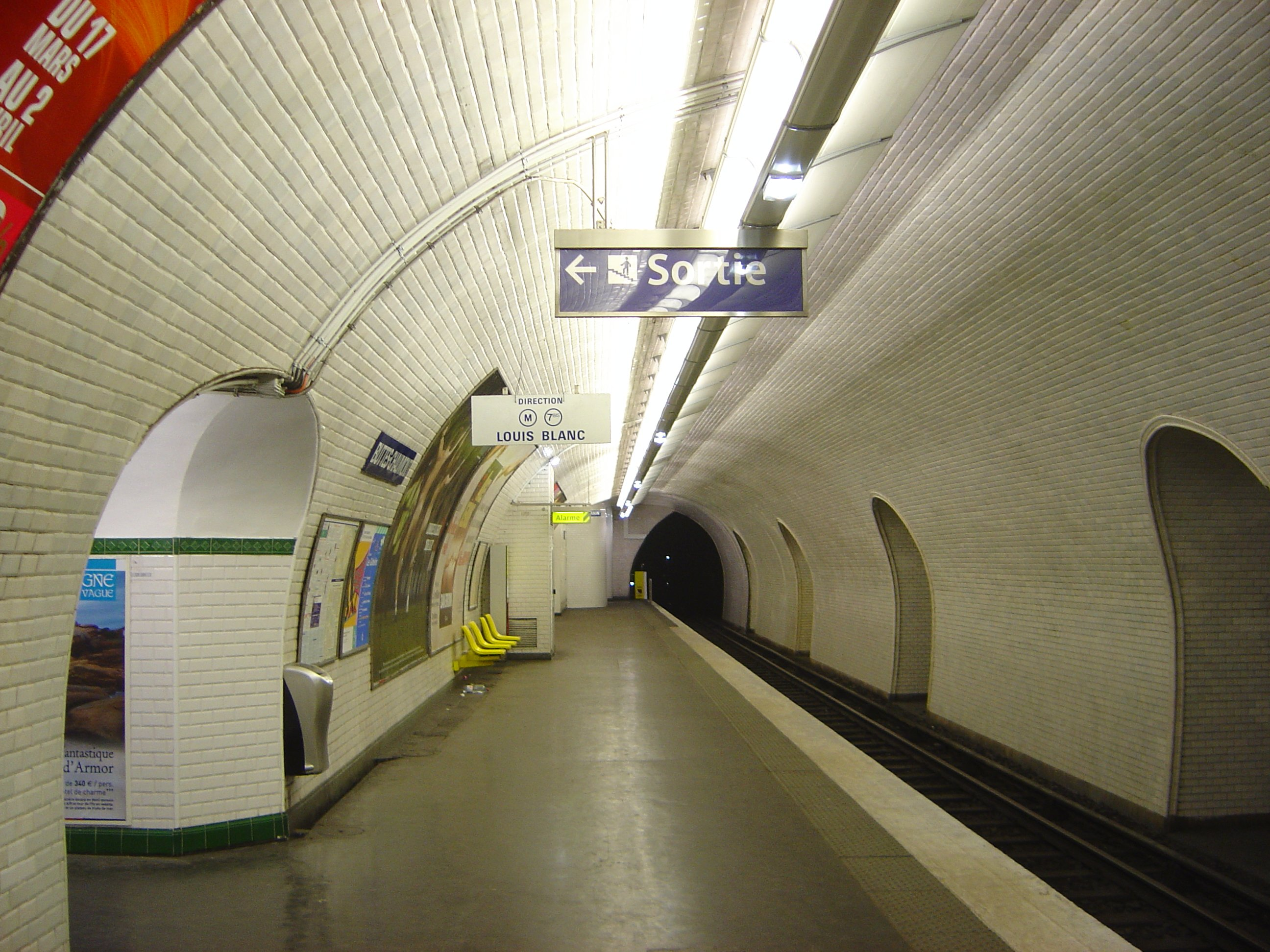
Vue du quai de la station Buttes Chaumont, direction Louis Blanc. Les deux voies sont séparées par un piédroit central.

Maintenant orientée à l'est, la ligne suit la lisière méridionale du parc, suivant la rue Botzaris, et dessert la station Botzaris. Les stations Buttes Chaumont et Botzaris sont constituées de deux demi-stations séparées par un piédroit. C'est dans cette station que commence la boucle terminale de la ligne. Le tunnel d'abord à voie unique se place sous la rue de Crimée, puis se dédouble avant d'atteindre la station profonde Place des Fêtes, à deux voies encadrant un quai central. Sous la rue du Pré-Saint-Gervais, la ligne redevient à voie unique ; elle se sépare à gauche de la voie des Fêtes, qui se dirige vers Haxo puis Porte des Lilas où elle se raccorde à la ligne 3 bis, et atteint son sommet dans une courbe située sous le carrefour boulevard Sérurier/rue des Bois. Elle atteint alors la station terminale Pré-Saint-Gervais, également à deux voies établies autour d'un quai central. La voie méridionale est celle de la ligne 7 bis, la voie septentrionale est la voie navette, raccordée à la ligne 3 bis, tout comme la voie des Fêtes.
La boucle se poursuit à deux voies sur une distance de 900 mètres sous la rue David-d'Angers, et atteint la station Danube à quai central. Le tunnel se poursuit à deux voies sous la rue du Général-Brunet, avant de repasser à voie unique et d'atteindre de nouveau la station Botzaris.

### Liste des stations
La ligne 7 bis comprend les stations suivantes, en commençant par le terminus ouest (les lignes en correspondance sont désignées par leurs seuls numéros de ligne) :
|  |   |   |   |  | Station           | Coordonnées                 | Communes | Correspondances                              |
|  | - | - | - |  | ----------------- | --------------------------- | -------- | -------------------------------------------- |
|  |   | ■ |   |  | Louis Blanc       | 48° 52′ 52″ N, 2° 21′ 53″ E | 10e      | (M) · (7)                                    |
|  |   | • |   |  | Jaurès            | 48° 52′ 54″ N, 2° 22′ 13″ E | 10e, 19e | (M) · (2) · (5)                              |
|  |   | • |   |  | Bolivar           | 48° 52′ 50″ N, 2° 22′ 30″ E | 19e      |                                              |
|  |   | • |   |  | Buttes Chaumont   | 48° 52′ 43″ N, 2° 22′ 54″ E | 19e      |                                              |
|  |   | • |   |  | Botzaris          | 48° 52′ 46″ N, 2° 23′ 17″ E | 19e      |                                              |
|  |   |   | ↑ |  | Danube            | 48° 52′ 55″ N, 2° 23′ 39″ E | 19e      |                                              |
|  | ↓ |   |   |  | Place des Fêtes   | 48° 52′ 37″ N, 2° 23′ 35″ E | 19e      | (M) · (11)                                   |
|  |   | ■ |   |  | Pré-Saint-Gervais | 48° 52′ 49″ N, 2° 23′ 56″ E | 19e      | (Hôpital Robert-Debré, par la voie publique) |

### Intermodalité
La ligne 7 bis est en correspondance avec la ligne 7 à Louis Blanc, avec les lignes 2 et 5 à Jaurès, avec la ligne 11 à Place des Fêtes et avec la ligne de tramway T3b à Pré-Saint-Gervais (à distance). Deux raccordements existent avec la ligne 3 bis mais aucune correspondance pour les voyageurs n'est organisée.

### Stations à thème ou particulières
Une station de la ligne possédait une décoration culturelle thématique originale et la plupart des autres présentent des particularités.
Bolivar rendait hommage grâce à des photos et une biographie sur le quai en direction de Louis Blanc à l’homme politique Simón Bolívar surnommé le Libertador (1783-1830), général et homme d’État sud-américain, principal dirigeant de la lutte pour l’indépendance de l’Amérique du Sud contre l’Espagne. Toutefois cet aménagement a été déposé en février 2009 pour la rénovation de la station, dans le cadre de programme « renouveau du métro ».
Place des Fêtes, uniquement desservie dans la direction Pré-Saint-Gervais, comporte deux voies autour d'un quai central ; la voie située côté Nord sert de garage. À partir de cette station, les panneaux SIEL indiquent Louis Blanc.
Danube est à l'inverse desservie dans la direction Louis Blanc ; elle comporte également deux voies, la section depuis Pré-Saint-Gervais jusqu'à l'entrée est de la station Botzaris étant à deux voies dont l'une sert de garage et plus récemment d'atelier d'entretien courant des rames de la ligne.
Haxo devait permettre un raccordement entre les lignes 3 bis et 7 bis entre Place des Fêtes et Porte des Lilas afin de créer une ligne unique. Cette idée est abandonnée en 1921, mais le quai de la station Haxo est néanmoins construit sur la « voie des Fêtes ».
L'exploitation au terminus de Louis Blanc était initialement organisée pour permettre des correspondances « quai à quai » dans les deux sens avec la ligne 7 : la rame venant de Pré-Saint-Gervais arrivait d'abord à la demi-station supérieure (affectée aux rames se dirigeant vers le sud) pour déposer ses voyageurs, puis repartait à vide dans le tunnel, rebroussait ensuite vers le quai de la demi-station inférieure (affectée aux rames se dirigeant vers le nord) pour prendre ses voyageurs et repartir vers Pré-Saint-Gervais à l'aide de deux conducteurs (un de chaque côté de la rame). Depuis 2004, cette manœuvre a été simplifiée : le quai inférieur n'est plus desservi, les trains repartant directement du quai supérieur ; cette simplification, décidée pour des raisons techniques, allège par ailleurs le travail des équipes de conduite.

Galerie de photographies
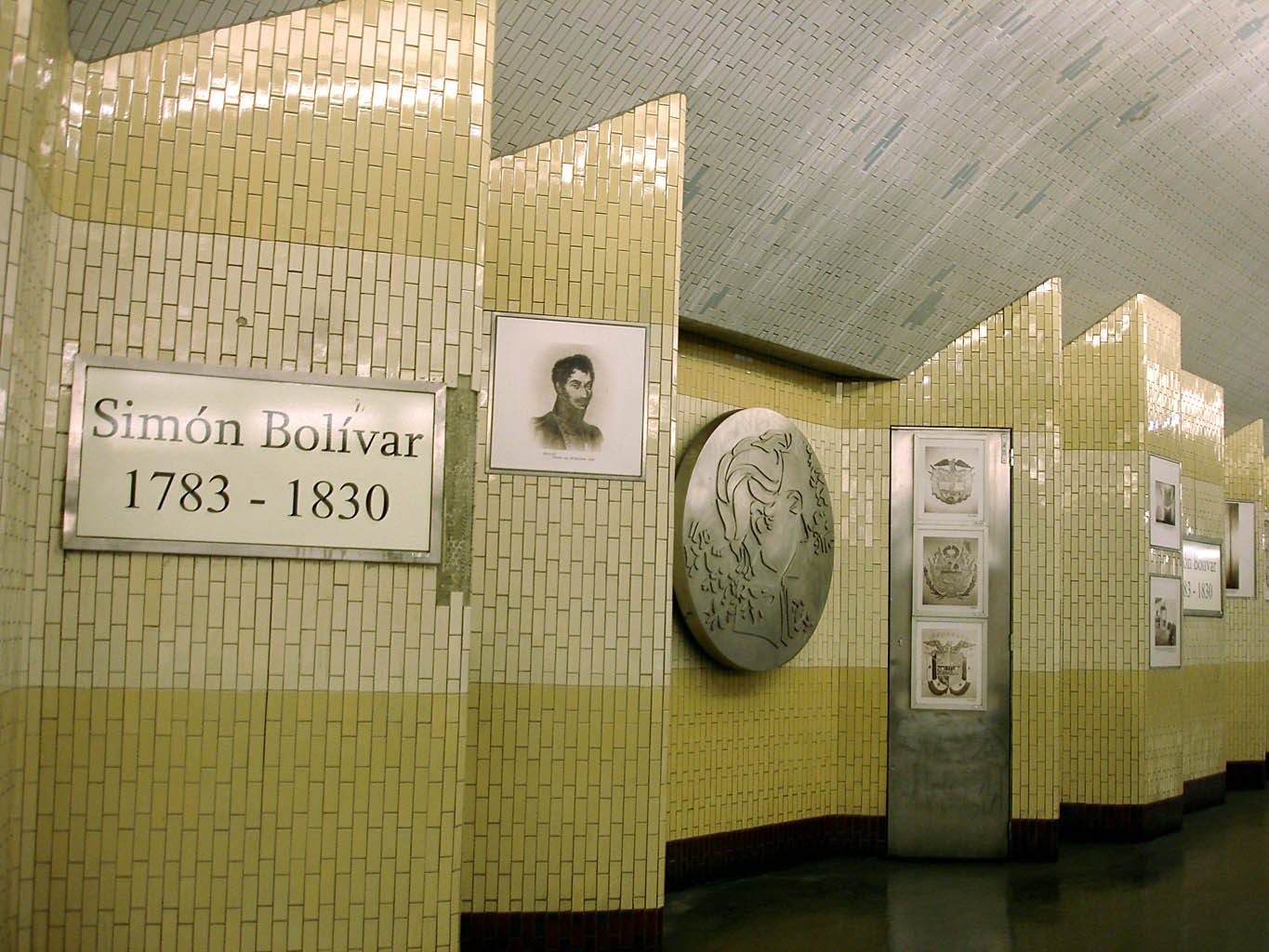
Exposition sur Simón Bolívar dans la station portant son nom, en 2008.
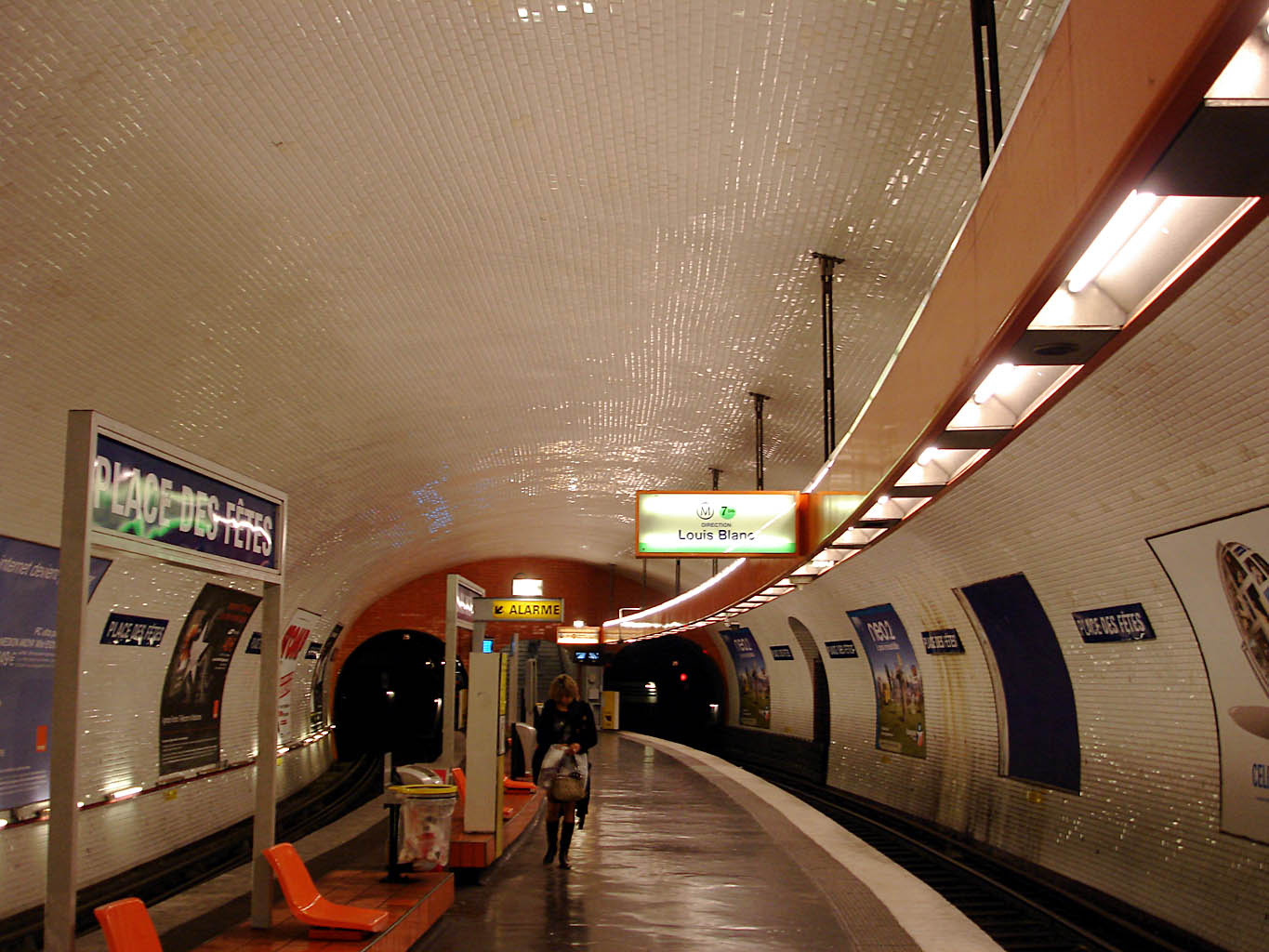
Station Place des Fêtes.
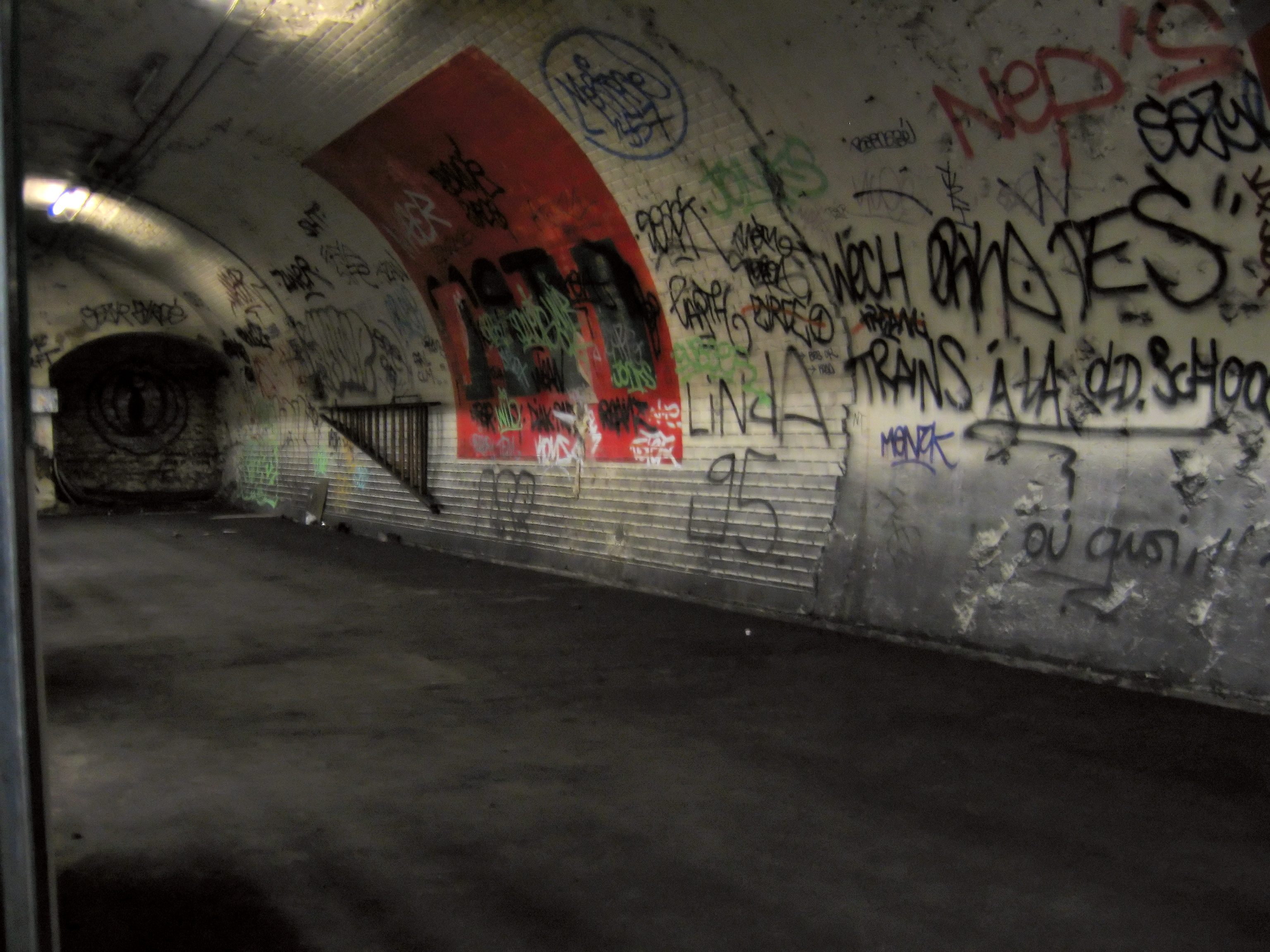
Station fantôme Haxo sur la voie des Fêtes.
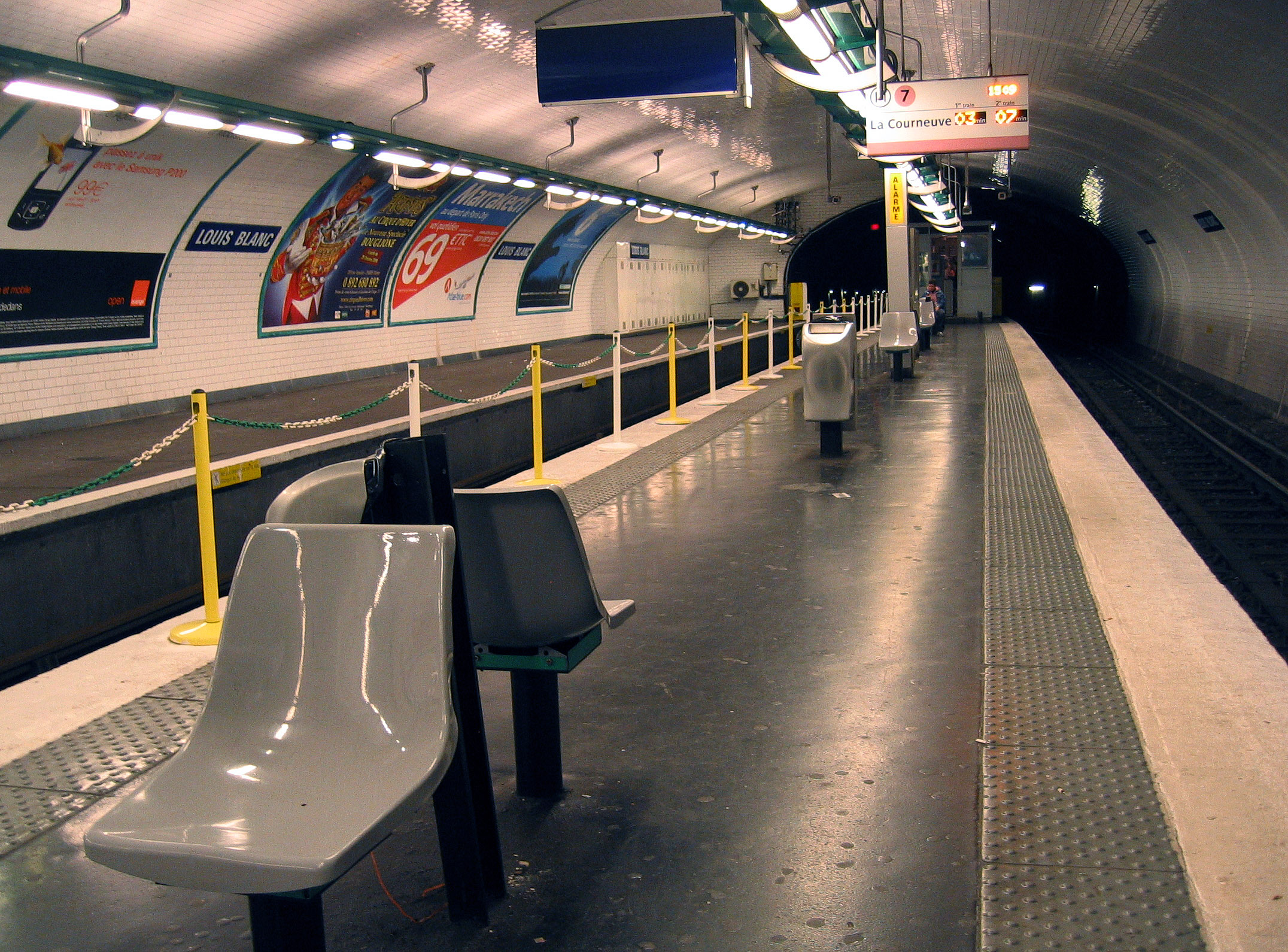
Station Louis Blanc au niveau inférieur. La voie de gauche était auparavant le départ de la ligne 7 bis.

### Raccordements
La ligne compte quatre raccordements avec le reste du réseau :
- avec la ligne 7 à l'extrémité des demi-stations Louis Blanc, côté Château-Landon, dans chaque sens de circulation ;
- avec la ligne 3 bis par la « voie navette » Pré-Saint-Gervais - Porte des Lilas à l'entrée de la station Pré-Saint-Gervais (ce raccordement n'est plus utilisé du fait de l'installation d'un atelier d'entretien des rames sur cette voie à la station Pré-Saint-Gervais) ;
- également avec la ligne 3 bis par la « voie des Fêtes » entre les stations Place des Fêtes et Pré-Saint-Gervais, en pointe ; ces deux derniers raccordements se rejoignent et aboutissent à la station dite Porte des Lilas - Cinéma[17].

### Ateliers

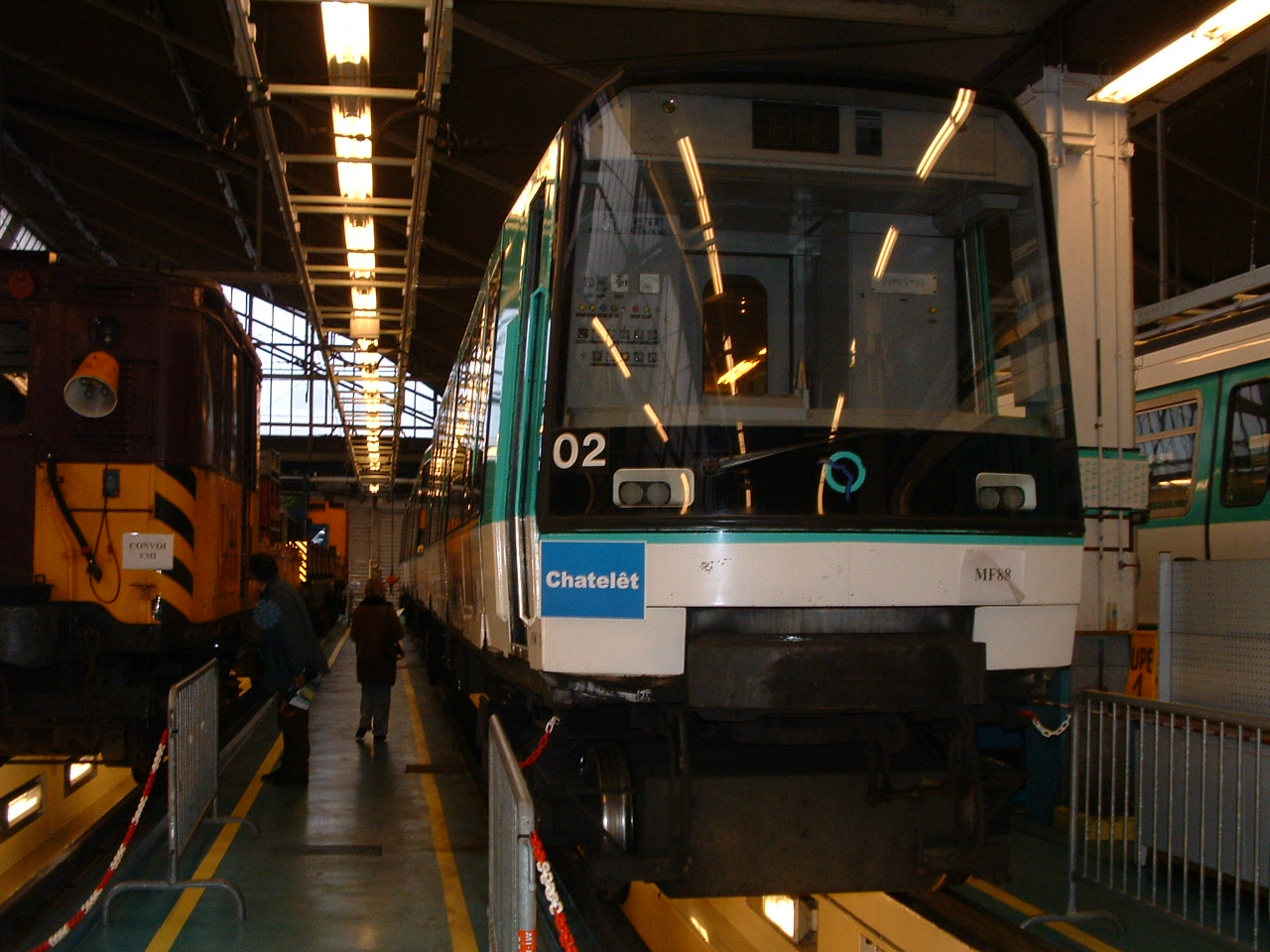
Le MF 88 no 02 en révision aux ateliers de Choisy.

Le matériel roulant de la ligne est en principe entretenu, comme celui des lignes 3 et 3 bis, aux ateliers de Saint-Fargeau, raccordés à la station Gambetta. Toutefois le manque de fiabilité du MF 88 a nécessité l'installation sur la ligne d'un « poste de visite renforcé » (PVR), soit un atelier annexe décentralisé aménagé en partie sur une des voies de la station Pré-Saint-Gervais et sur une partie de la voie navette. Ce dispositif permet de ménager le matériel en minimisant l'utilisation des voies de service sinueuses, telles que la voie navette, passage obligé pour l'accès à l'atelier de maintenance de Saint-Fargeau.
La maintenance lourde et la révision régulière (batteries, bobinages, peintures) du matériel de la ligne 7 bis, comme tous les matériels sur fer du réseau, se déroulent aux ateliers de Choisy. Ouverts en 1931, ils sont situés dans le XIIIe arrondissement de Paris à proximité du boulevard périphérique et accessibles via un embranchement de la ligne 7. Ils se décomposent en deux entités distinctes : un atelier de maintenance pour les rames de la ligne 7 (AMT) et un atelier de révision de l'ensemble des rames sur fer du métro. L'ensemble occupe une surface totale d'environ 34 350 m2. Son effectif est de 330 agents en 2007.

## Exploitation

### Desserte
En 2008, le parcours complet de la ligne demande seulement huit minutes. Le premier départ a lieu à 5 h 31 de Pré-Saint-Gervais et à 5 h 44 de Louis Blanc. Le dernier départ a lieu à 0 h 47 de Place des Fêtes et à 1 h 07 de Louis Blanc mais il est fixé à 1 h 52 de Place des Fêtes et à 2 h 07 de Louis Blanc les nuits des vendredis aux samedis, des samedis aux dimanches et des veilles de fête aux jours de fête.
L'intervalle moyen entre les rames est de quatre à cinq minutes en journée et de sept à neuf minutes en extrême soirée. Le dimanche matin, l’intervalle est de sept minutes trente secondes et de dix minutes les nuits des vendredis aux samedis, des samedis aux dimanches et des veilles de fête aux jours de fête après 1 h 15, ce qui en fait la ligne la moins bien desservie du réseau parisien.

### Matériel roulant
Équipée de rames Sprague jusqu'en 1981, la ligne 7 bis reçoit ensuite des MF 67.
En janvier 1986, en raison du déraillement de la motrice M.10345 de la rame MF 67 n°323G, deux rames MF 77 (n° 31030 et 31033) circulèrent quelques jours sur la ligne.
En remplacement des MF 67, la ligne sera par la suite la seule du réseau équipée de neuf rames de type MF 88 entre le 12 août 1993 et le 21 octobre 1994. La première rame de ce type est présentée à la presse en 1992 dans la station désaffectée Porte des Lilas.
Cependant, ces rames nouvelles et expérimentales dérivées du Boa souffrent de nombreux problèmes de fiabilité, ce qui fait qu'en 2006, il est évoqué qu'elles pouvaient être remplacées par des rames MF 67, plus anciennes mais moins coûteuses à entretenir, en provenance de la ligne 2, qui reçoit depuis 2008 de nouvelles rames MF 01. Cette disposition n'a cependant pas été mise en œuvre. Aucune caisse de MF 88 ne devrait être conservée.
À l'horizon 2026, la ligne 7 bis devrait recevoir un nouveau matériel, le MF 19, en version spéciale à 4 voitures.

### Le personnel d'exploitation
On distingue deux catégories de personnel : les agents en station et les agents de conduite. Les agents de station ont pour mission de tenir la caisse, d'assurer le contrôle des voyageurs ainsi que la gestion des lieux, vérification des installations ou autres à définir selon les besoins du service. Quelques agents sont par ailleurs détachés pour la durée du service afin d'assurer les relèves de caisses. Les conducteurs assurent la marche des rames. Le service est assuré sur trois roulements de travail (matin, après-midi, nuit).

### Tarification et financement

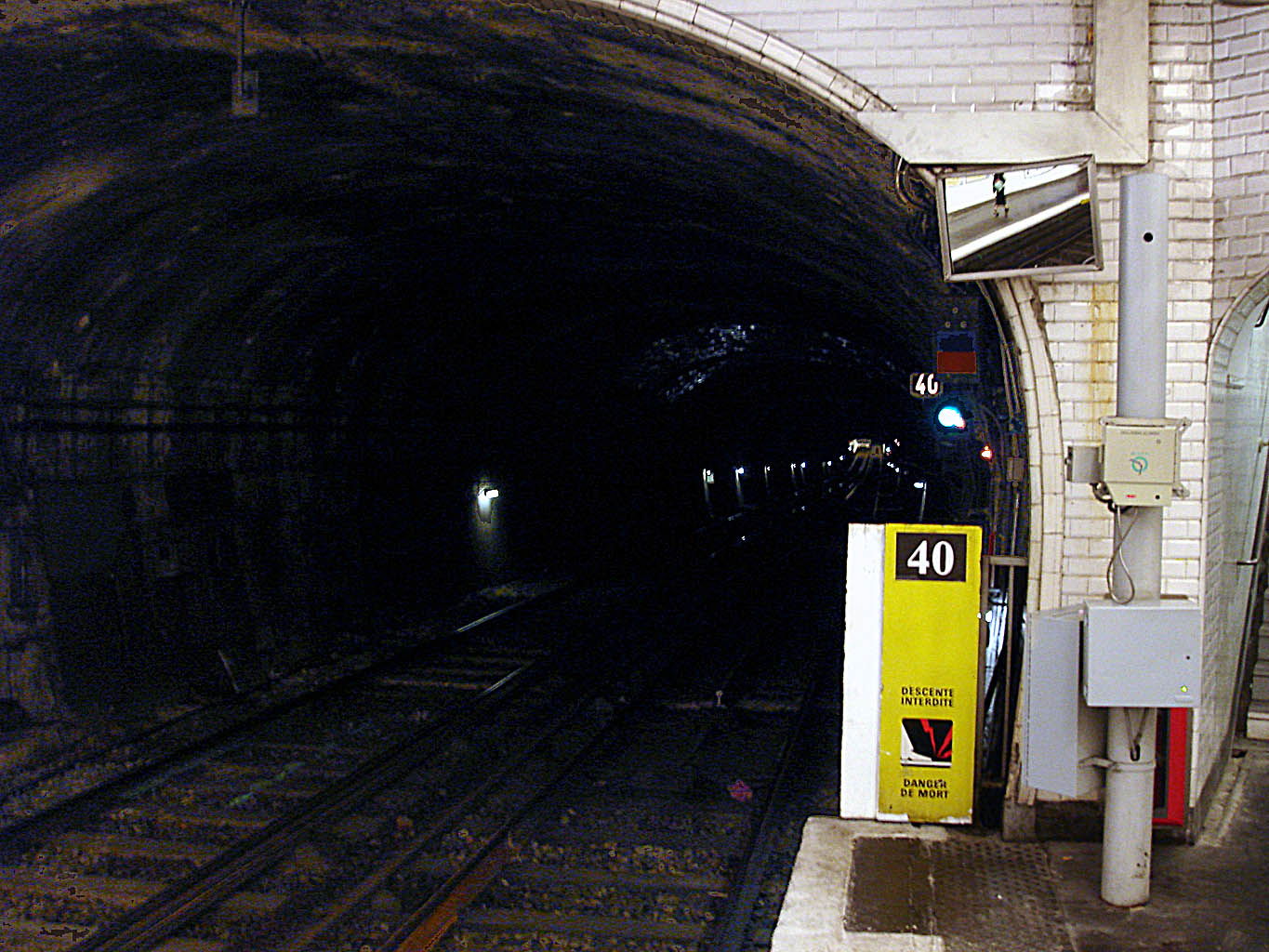
Le tunnel en direction de Louis Blanc, à la station Bolivar. La limitation de la ligne entière à 40 km/h est une conséquence de la piètre fiabilité du matériel roulant MF 88.

La tarification de la ligne est identique à celle en vigueur sur tout le réseau du métro. Un ticket « métro-train-RER », qui remplace le ticket t+ au 1er janvier 2025, permet un trajet simple quelle que soit la distance, avec une ou plusieurs correspondances possibles avec les autres lignes de métro, de Transilien ou de RER pendant une durée maximale de 1 h 30 entre la première et dernière validation. En revanche, un ticket « métro-train-RER » ne permet pas d'emprunter les bus et les tramways, à l'exception des lignes « Tram Express » à titre temporaire.
Le financement du fonctionnement de la ligne (entretien, matériel et charges de personnel) est assuré par l'exploitant. Cependant, les tarifs des billets et abonnements sont limités par choix politique et leur montant ne couvre pas les frais réels de transport. Le manque à gagner est compensé par l'autorité organisatrice, Île-de-France Mobilités, présidée depuis 2005 par le président du conseil régional d'Île-de-France et composé d'élus locaux. Elle définit les conditions générales d'exploitation, ainsi que la durée et la fréquence des services. L'équilibre financier du fonctionnement est assuré par une dotation globale annuelle aux transporteurs de la région grâce au versement mobilité payé par les entreprises et aux contributions des collectivités publiques.

### Trafic
Le trafic de la ligne 7 bis est inclus dans les statistiques de la ligne 7.
| Année                             | 1992  | 1993  | 1994  | 1995  | 1996  | 1997  | 1998  | 1999  | 2000  | 2001  | 2002  | 2003  | 2004  |
| Nombre de voyageurs (en millions) | 120,8 | 118,0 | 116,4 | 102,0 | 109,4 | 111,4 | 115,0 | 115,6 | 118,4 | 120,7 | 119,8 | 117,3 | 120,5 |

En 1998, le trafic annuel de la seule ligne 7 bis se monte à 3 889 114 voyageurs. À titre de comparaison, la ligne 1 réalise ce même chiffre en huit jours de semaine. Le trafic quotidien atteint 15 055 voyageurs en moyenne chaque jour ouvrable, 8 214 le samedi et 5 205 le dimanche, ce qui en fait la deuxième ligne la moins fréquentée du réseau après la ligne 3 bis. En 2003, le trafic annuel diminue légèrement pour atteindre 3 561 582 voyageurs, avec un trafic quotidien de 13 953 voyageurs en moyenne chaque jour ouvrable, 7 739 le samedi et 5 370 le dimanche.

## Projets

### Fusion des lignes 3bis et 7bis

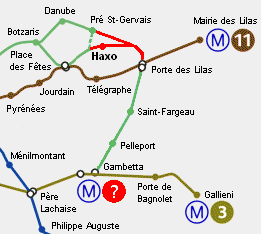
Schéma du projet de fusion des lignes 3 bis et 7 bis.

La fusion des lignes 3 bis et 7 bis est inscrite en phase 1 (horizon 2013-2020) du Schéma directeur de la région Île-de-France (SDRIF), adopté par délibération du Conseil régional d'Île-de-France le 25 septembre 2008.
Ce raccordement actuellement à l'étude réutiliserait la voie des Fêtes et la voie navette, permettant éventuellement l'ouverture de la station fantôme Haxo. Par ailleurs, le projet du SDRIF prévoit également un prolongement de la ligne 7 bis à Château-Landon pour une correspondance avec la gare de l'Est.

### Renouvellement de la signalisation ferroviaire
Dans les années 2020, après acquisition des nouveaux trains MF 19, la ligne devrait être équipée d'OCTYS, le pilotage automatique niveau 1, prédisposé pour évoluer en niveau 2, également en service sur les lignes 3, 5, 6 et 9, marché qui concerne aussi les lignes 3 bis et 10. Le 6 mai 2021, la RATP choisit Alstom pour automatiser la ligne 7 bis avec le système I-CBTC, nommé OCTYS pour une pose en 2025 correspondant à la livraison des MF 19.

## Tourisme
La ligne 7 bis se situe en périphérie du centre de Paris et ne dessert par conséquent aucun des monuments les plus célèbres. Elle traverse en revanche le canal Saint-Martin et le parc des Buttes-Chaumont, ainsi que le quartier d'Amérique, constitué en partie de villas, petites maisons entourées d'un jardinet le long de voies privées.